# Þórólfr Kveldúlfsson
Þórólfr Kveldúlfsson (auch Thorolf Kveldulfsson, eigentlich Þórólfr Úlfsson) war ein Leibwächter des norwegischen Königs Haraldr hárfagri (Harald Schönhaar), der sich in der Schlacht am Hafrsfjord ausgezeichnet hatte.
Er lebte Mitte des 9. Jahrhunderts bis Mitte des 10. Jahrhunderts im Norwegen zur Wikingerzeit. Er wuchs als Norweger auf, war der Sohn von Kveldúlfr Bjálfason, der Bruder von Skallagrímr Kveldúlfsson und der Onkel von Egill Skallagrimson, der Hauptfigur der Egils saga.

## Bekämpfung der Kylfingar in Finnmark
In der Egils saga Skalla-Grímssonar wird von Þórolfr Kveldúlfsson erzählt, dass er von König Haraldr hárfagri das Recht der „Finnenfahrt“ (altwestnordisch finnferð) erhalten habe, was sowohl den Handel mit den Finnen (finnkaup) als auch die Eintreibung königlicher Steuern unter den Finnen beinhaltete. Auf einer seiner Handelsreisen in der Finnmark stieß Þórolfr auf eine Gruppe von Kylfingar aus dem Osten, die ihrerseits in Finnmark mit den Finnen Handel trieben oder sie auch einfach nur beraubten. Mit Hilfe finnischer Späher gelang es Þórolfr und seiner Truppe, die Kylfingar als Konkurrenz auszuschalten, zudem machten sie große Beute.

## Auswanderung der Familie nach Island
Nach Unstimmigkeiten mit König Haraldr ließ dieser Þórolfr Kveldúlfsson umbringen. Dessen Bruder Skallagrímr verließ daraufhin mit seiner gesamten Familie Norwegen. Sie wanderten mit Schiffen nach Island aus und ließen sich dort in Borgarnes – genauer wohl in Borg á Mýrum – nieder. Þórólfs Vater Kveldúlfr allerdings verstarb bereits auf der beschwerlichen Überfahrt.